# Њубери (Индијана)
Њубери (енгл. Newberry) град је у америчкој савезној држави Индијана.

## Демографија
По попису из 2010. године број становника је 193, што је 13 (-6,3%) становника мање него 2000. године.
| Група             | 2000.       | 2010.       |
| Белци             | 203 (98,5%) | 185 (95,9%) |
| Афроамериканци    | 1 (0,5%)    | 0 (0,0%)    |
| Азијати           | 0 (0,0%)    | 0 (0,0%)    |
| Хиспаноамериканци | 1 (0,5%)    | 5 (2,6%)    |
| Укупно            | 206         | 193         |